# Avontuur in het verleden
Avontuur in het verleden (Engelse titel: Guardians of time) is een sciencefictionverhalenbundel uit 1966 van de Amerikaanse schrijver Poul Anderson. Het bevat vier verhalen in de categorie tijdreizen en de daarbij behorende paradoxen, zoals de grootvaderparadox. Later zouden deze verhalen en nieuwere bekend worden als verhalen onder de gezamenlijke titel Time patrol (tijdpatrouille). De verhalenbundel werd in 1966 uitgegeven door Uitgeverij Het Spectrum in hun Prisma Pockets-reeks (Prisma 1150); prijs circa 1,50 gulden. In 1984 en 1987 volgden herdrukken bij Prisma (nrs. 2263 en 2644) met dezelfde vertaling. Het ontwerp van de omslag kwam uit de pen van Eppo Doeve. 

## Inhoud
De vier verhalen in deze bundel kregen de Nederlandse titels:
- De tijdpatrouille (pagina 7, Engelse titel Time patrol, origineel uit 1955)
- Het koningschap vraagt moed (pagina 48, Brave to be a king, origineel uit 1959)
- De enige mogelijkheid (pagina 92, The only game in town, origineel uit 1960)
- Delenda est (pagina 126, Delenda est, origineel 1955)

Anderson ging bij de eerste drie verhalen juist voorbij aan de paradoxen. Hij schreef de verhalen uit de optiek van dat een enkel persoon geen grote invloed heeft in de gang van de geschiedenis. Wijzigingen als gevolg van het handelen van tijdreizigers in het verleden brengen slechts een rimpeling voort. Bij het vierde verhaal wordt de loop van de geschiedenis juist wel danig door elkaar geschud. Tijdagent Manse Everhard moet in alle vier de verhalen ingrijpen.